# Illiciaceae
Famille
Classification APG II (2003)
Classification APG III (2009)
Les Illiciaceae (ou Illiciacées en français) sont une famillede plantes à fleurs primitives qui comprend 42 espèces appartenant au genre Illicium.
Ce sont des petits arbres ou des arbustes, producteurs d'huiles essentielles, à feuilles persistantes, des régions subtropicales à tropicales. On les rencontre en Asie du Sud-Est, en Amérique du Nord et aux Antilles.
Certaines espèces sont cultivées comme plantes ornementales. C'est aussi la famille de la badiane chinoise ou anis étoilé (Illicium verum) dont l'essence entre dans la composition des apéritifs anisés.

## Étymologie
Le nom vient du genre type Illicium, du latin illicio, « séduire ; charmer », qui a donné illexi, parfum, probablement du fait du parfum et du gout anisés des graines de badianier.

## Classification
La classification phylogénétique APG II (2003) situe ces plantes parmi les angiospermes de divergence ancienne. Depuis sa révision en 2003, cette famille est devenue optionnelle, incluse dans la famille des Schisandracées.
En classification phylogénétique APG III (2009), cette famille est invalide et ce genre est incorporé dans la famille Schisandraceae.